# Tamaroa (Illinois)
Tamaroa es una villa ubicada en el condado de Perry en el estado estadounidense de Illinois. En el Censo de 2010 tenía una población de 638 habitantes y una densidad poblacional de 257,13 personas por km².

## Geografía
Tamaroa se encuentra ubicada en las coordenadas 38°8′11″N 89°13′45″O / 38.13639, -89.22917. Según la Oficina del Censo de los Estados Unidos, Tamaroa tiene una superficie total de 2.48 km², de la cual 2.48 km² corresponden a tierra firme y (0%) 0 km² es agua.

## Demografía
Según el censo de 2010, había 638 personas residiendo en Tamaroa. La densidad de población era de 257,13 hab./km². De los 638 habitantes, Tamaroa estaba compuesto por el 98.12% blancos, el 0.47% eran afroamericanos, el 0.16% eran amerindios, el 0.16% eran asiáticos, el 0% eran isleños del Pacífico, el 0.31% eran de otras razas y el 0.78% pertenecían a dos o más razas. Del total de la población el 1.1% eran hispanos o latinos de cualquier raza.